# Cynometra
Cynometra ist eine Pflanzengattung in der Unterfamilie der Johannisbrotgewächse (Caesalpinioideae) innerhalb der Familie der Hülsenfrüchtler (Fabaceae). Die 80 bis 90 Arten sind in den Tropen weitverbreitet.

## Beschreibung

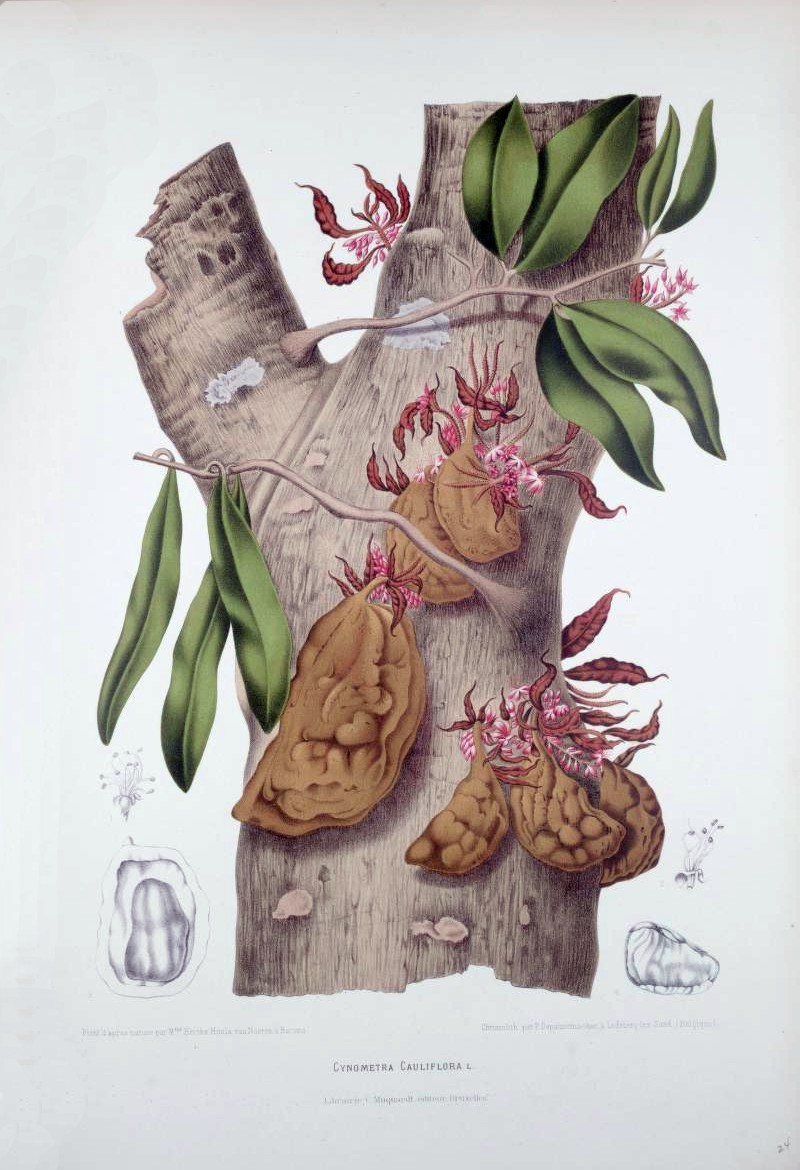
Illustration von Cynometra cauliflora

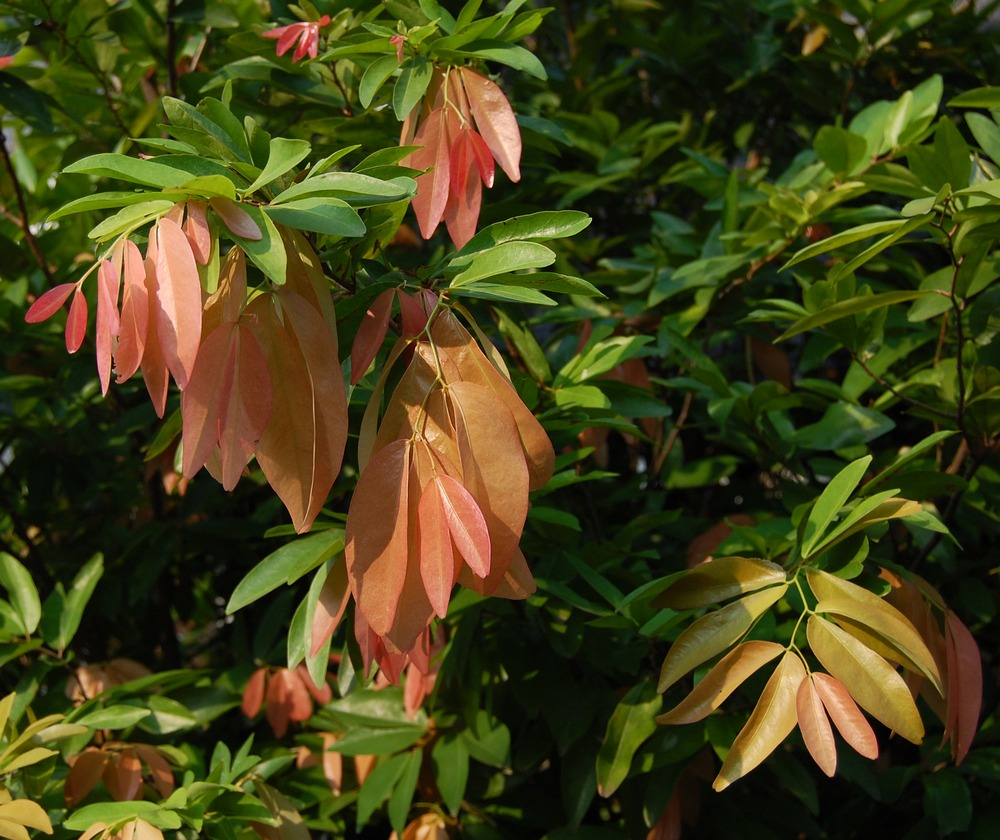
Laubausschüttung bei Cynometra cauliflora

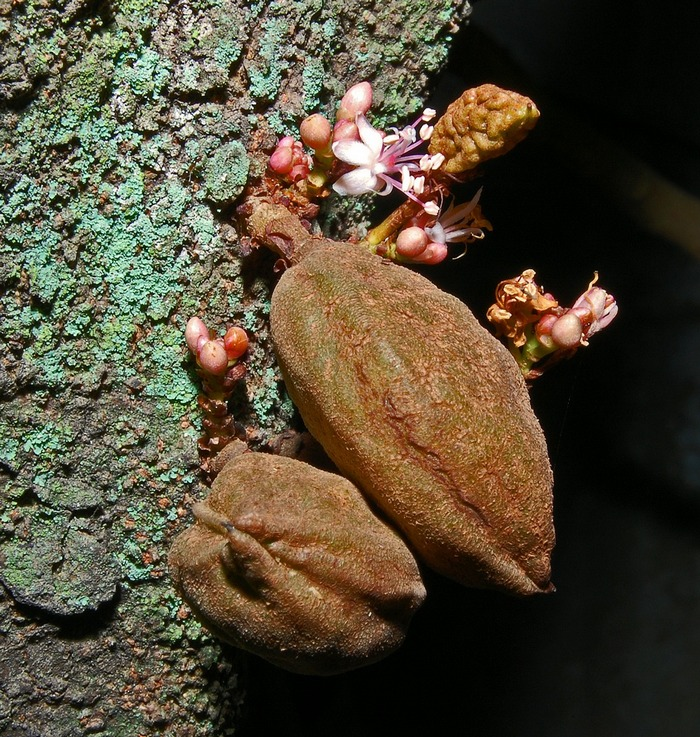
Kauliflorie bei Cynometra cauliflora, Blüten und Frucht

### Erscheinungsbild und Blätter
Cynometra-Arten wachsen meist als immergrüne Bäume. Sie sind nicht bewehrt.
Die wechselständig an den Zweigen angeordneten Laubblätter sind in Blattstiel und -spreite gegliedert. Die meist paarig gefiederten Blattspreiten enthalten ein bis viele Paare von gegenständigen Fiederblättern. Sehr selten ist nur ein Fiederblatt vorhanden. Die Fiederblätter sind asymmetrisch. Die Nebenblätter fallen früh ab.

### Blütenstände und Blüten
In achselständigen oder rami- bis kaulifloren rispigen oder einfachen traubigen Blütenstände stehen spiralig an der Blütenstandsachse angeordnet einige bis viele Blüten zusammen. Bei Cynometra cauliflora liegt Kauliflorie (daher das Artepitheton) vor. Die Deckblätter sind relativ klein.
Die zwittrigen Blüten sind radiärsymmetrisch mit doppelter Blütenhülle. Es ist ein Blütenbecher vorhanden. Die vier Kelchblätter überdecken sich dachziegelartig. Die fünf Kronblätter sind gleich bis fast gleich. Es sind meist zehn Staubblätter vorhanden. Die Staubfäden sind frei oder fast frei und die Staubbeutel öffnen sich mit einem Längsschlitz. Das je nach Art mehr oder weniger lang gestielte, einzige Fruchtblatt enthält nur ein bis vier Samenanlagen. Es ist nur ein oberständiges Fruchtblatt vorhanden. Der je nach Art am oberen Ende oder an der Seite des einzigen, teils gestielten Fruchtblattes oder selten an der Wand des Blütenbechers angeordnete, lange Griffel endet in einer winzigen Narbe.

### Früchte und Samen
Die Hülsenfrüchte sind entweder verdickt und bleiben bei Reife geschlossen oder sind flach, holzig und öffnen sich bei Reife elastisch mit zwei glatten Fruchtklappen. Jede Hülsenfrucht enthält meist nur ein oder zwei Samen. Die Samen besitzen ein sehr kurzes Funikel und eine dünne Samenschale.

## Vorkommen
Die Gattung Cynometra besitzt eine tropische Verbreitung. 26 bis 28 Arten sind im tropischen Afrika verbreitet. Zehn Arten kommen nur in Madagaskar vor. Zwei Arten sind Endemiten auf den Komoren. Etwa 26 Arten sind von Indien über Südostasien, Indochina, Malesien und Papuasien bis Australien sowie auf pazifischen Inseln verbreitet. In der Neotropis kommen sieben Arten von Mexiko bis Zentralamerika sowie auf Karibischen Inseln vor und etwa 16 Arten sind in Südamerika verbreitet mit einem Schwerpunkt im Amazonasgebiet.
Cynometra-Arten gedeihen in tropischen Tiefland-Regenwäldern und Sumpfwäldern, oft entlang von Fließgewässern und im Küstenbereich oder in saisonalen Trockenwäldern, Wald- sowie Buschländern, im Dickicht, oft auf Weißsand. Einige Arten dominieren ihre Standorte.

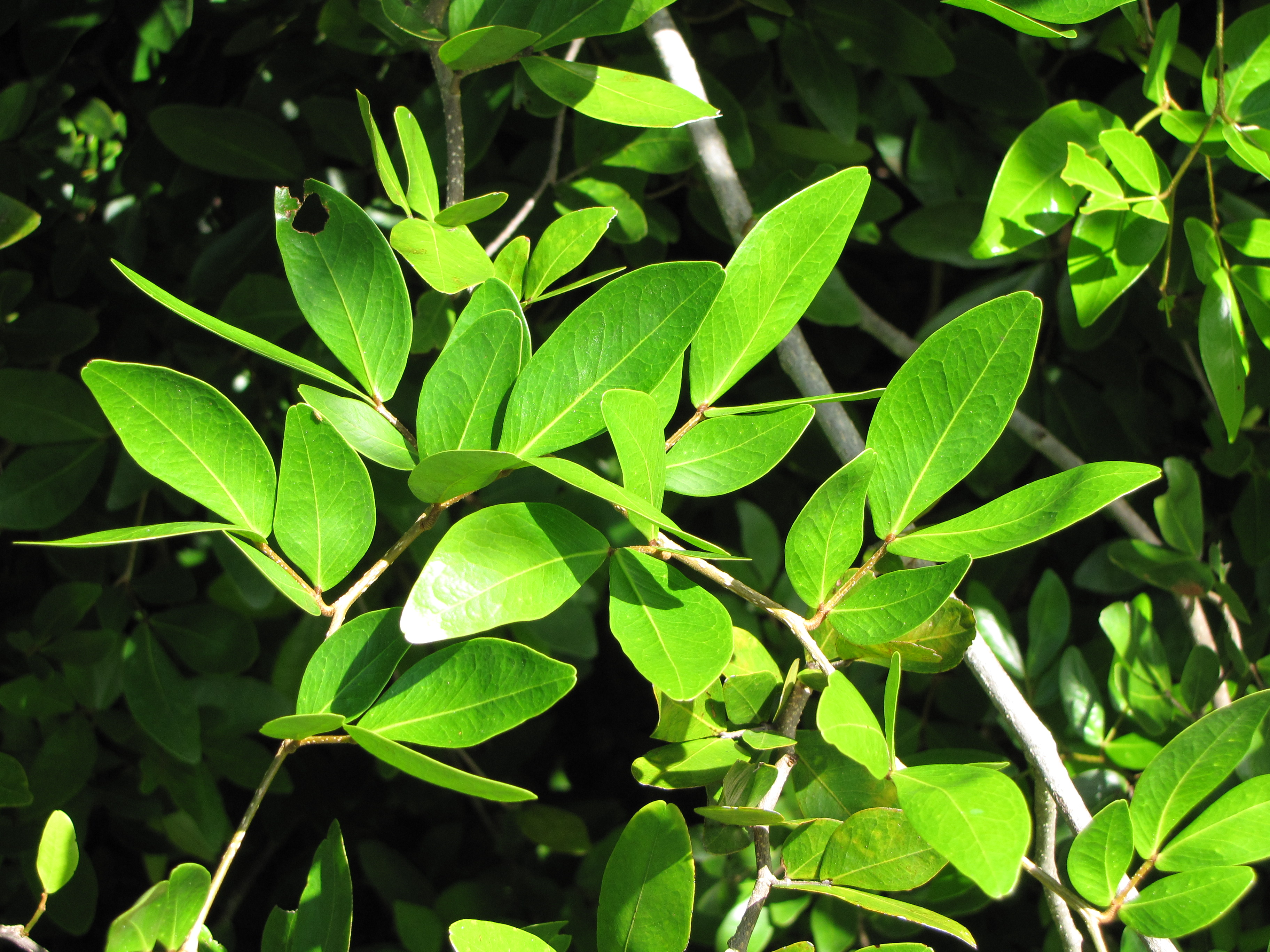
Cynometra iripa

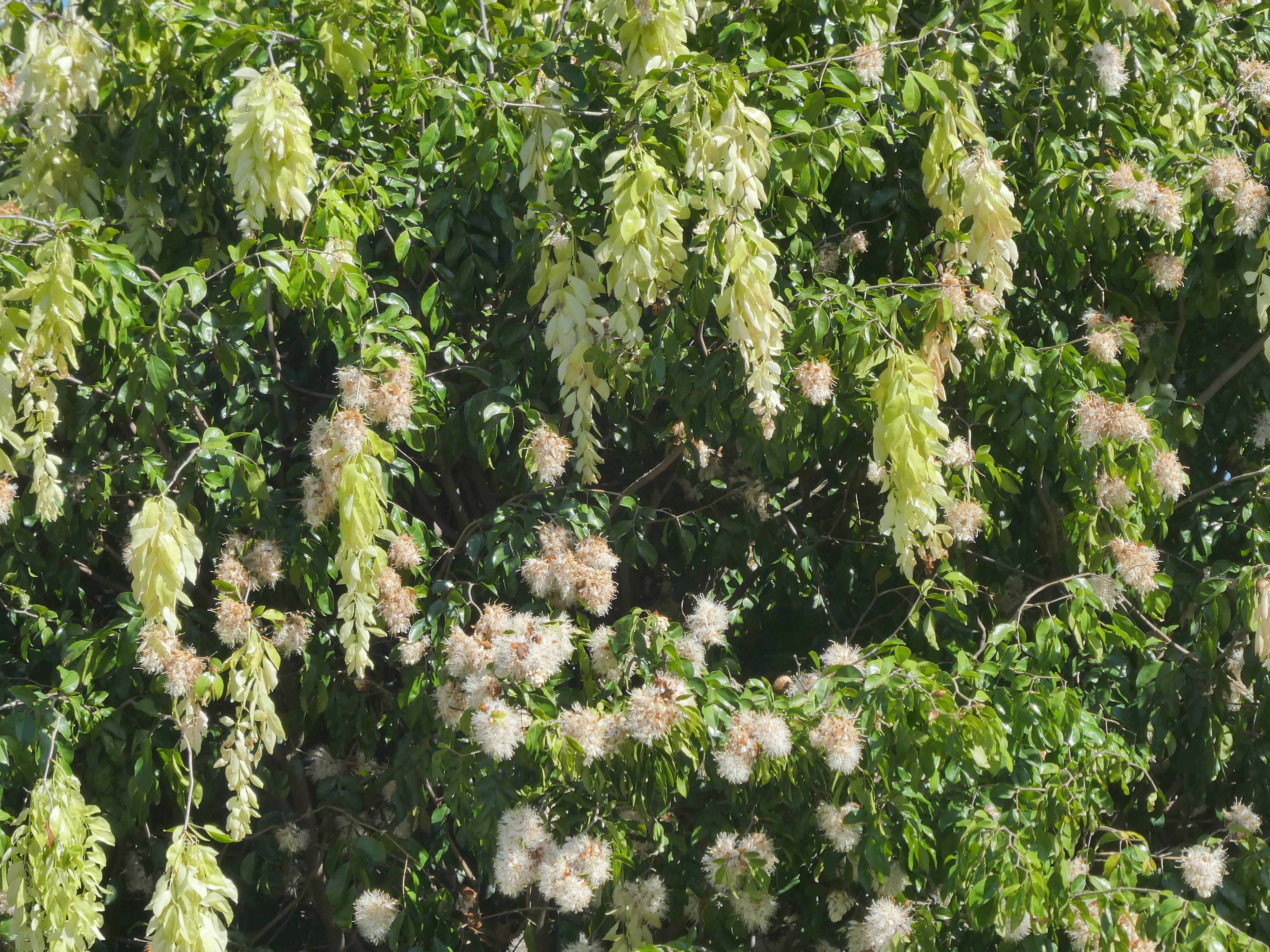
Cynometra lenticellata

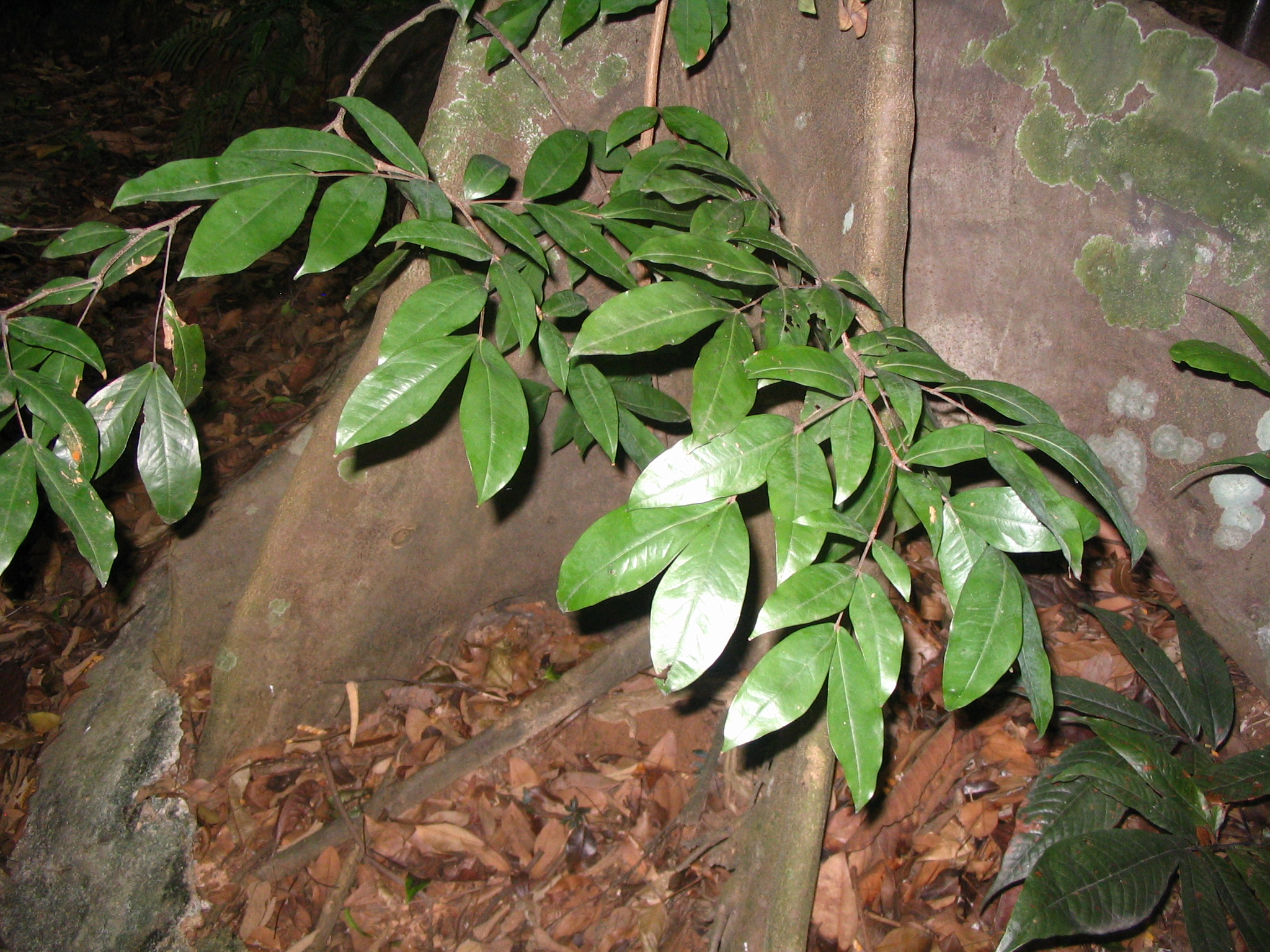
Brettwurzeln und paarig gefiederte Laubblätter von Cynometra malaccensis

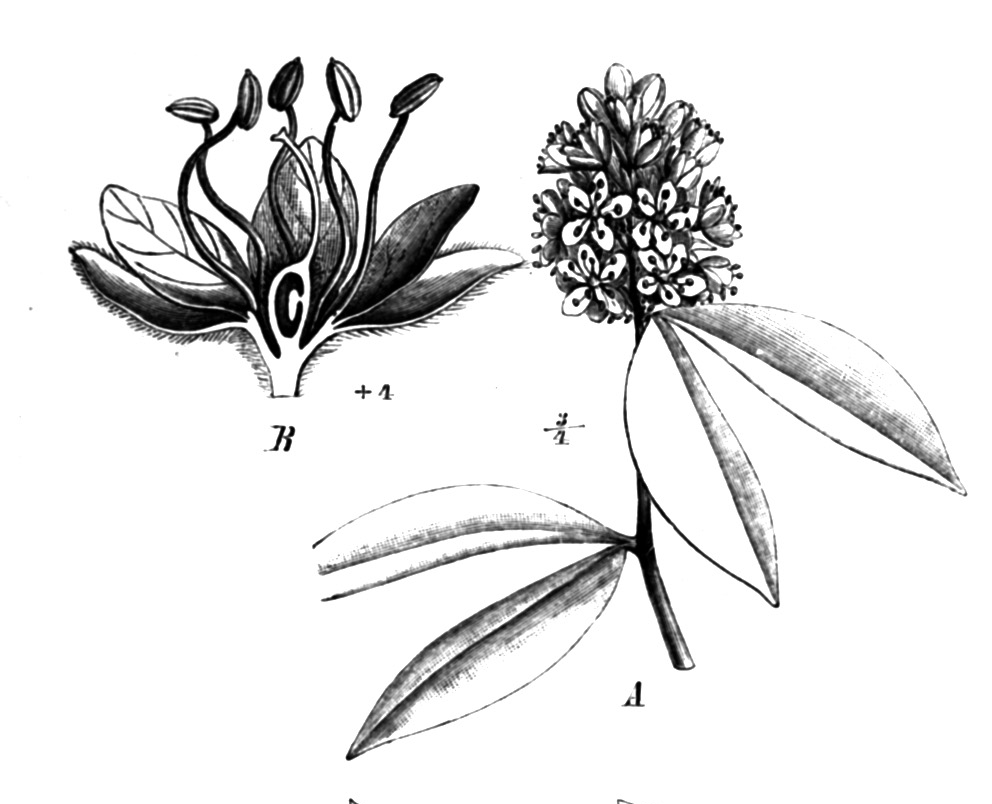
Illustration von Cynometra spruceana

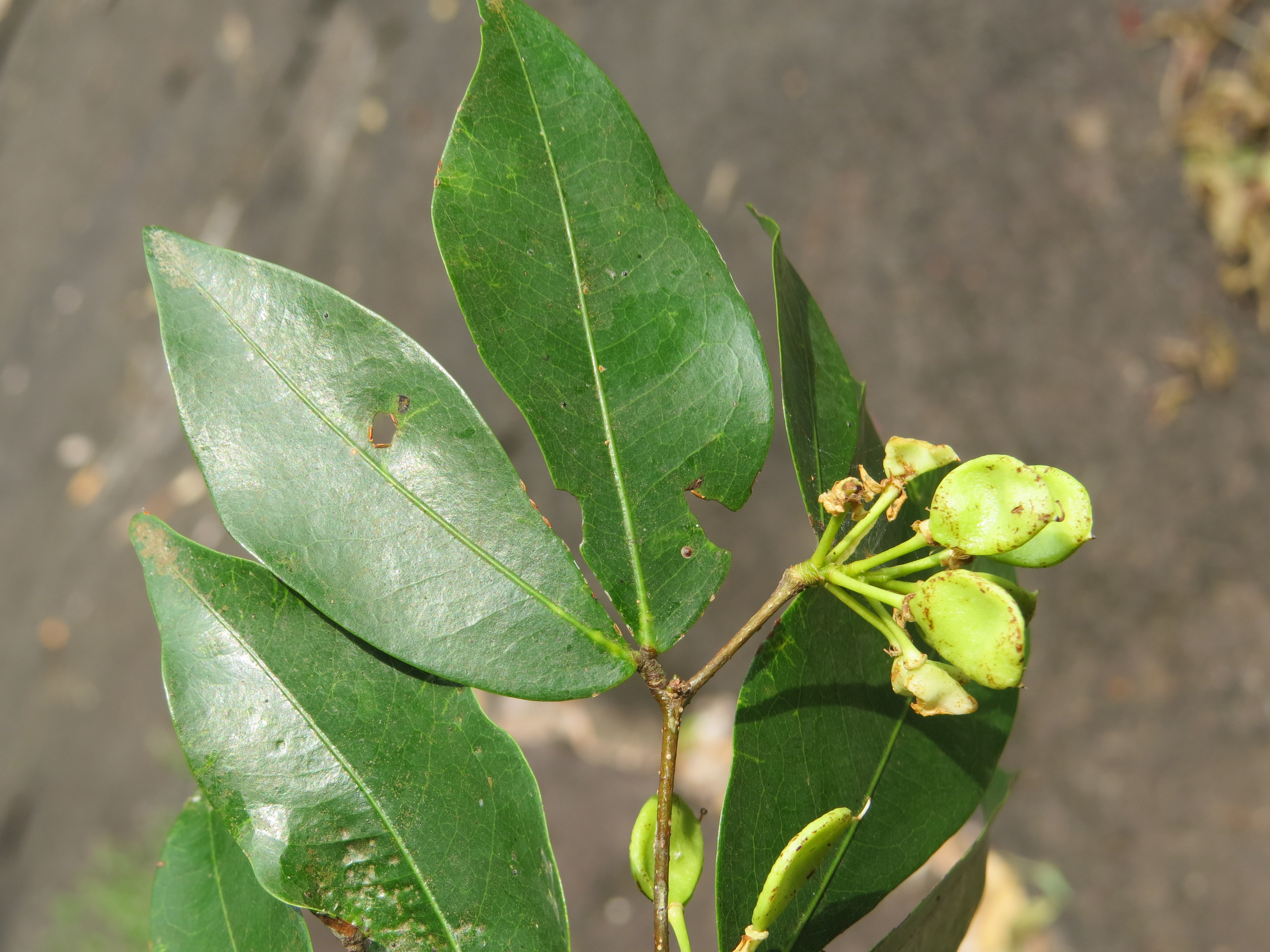
Cynometra travancorica

## Systematik
Die Gattung Cynometra wurde 1753 durch Carl von Linné in Species Plantarum, Tomus I, S. 382 aufgestellt. Als Lectotypusart wurde 1926 Cynometra cauliflora L. durch Nathaniel Lord Britton und Percy Wilson in Scientific survey of Porto Rico and the Virgin Islands, S. 363 festgelegt. Der Gattungsname Cynometra ist von den griechischen Wörtern cyno- für Hund und metro- für Schoß, Mutterleib, dies bezieht sich auf die fleischigen Hülsenfrüchte einiger Arten, die an den Unterleib eines Hundes erinnern.
Die Gattung Cynometra gehört zur Tribus Detarieae in der Unterfamilie Caesalpinioideae innerhalb der Familie der Fabaceae.
Es gibt 80 bis 90 Cynometra-Arten:
- Cynometra abrahamii Du Puy & R.Rabev.
- Cynometra alexandri C.H.Wright (Syn.: Cynometra sankuruensis Vermoesen)
- Cynometra americana Vogel
- Cynometra ananta Hutch. & Dalziel
- Cynometra ankaranensis Du Puy & R.Rabev.
- Cynometra aurita R.Vig.
- Cynometra bauhiniifolia Benth.: Sie kommt in Südamerika vor.[6]
- Cynometra beddomei Prain
- Cynometra bourdillonii Gamble
- Cynometra brachymischa Harms
- Cynometra brachyrrhachis Harms
- Cynometra capuronii Du Puy & R.Rabev.
- Cynometra cauliflora L. (Syn.: Cynometra acutifolia S.Vidal, Cynometra cauliflora var. elongatis Hassk., Cynometra cauliflora var. subsessilis Hassk.): Die Heimat dieser kaulifloren Art liegt wohl im östlichen Malesien und sie wird in einigen tropischen Ländern angebaut. Sie kommt wohl ursprünglich in Indien, Indonesien, Indochina und Malaysia vor.[6]
- Cynometra commersoniana (DC.) Baill. (Syn.: Cynometra cloiselii Drake, Cynometra glabra sensu R.Vig., Metrocynia commersoniana DC.)
- Cynometra congensis De Wild.
- Cynometra copelandii (Elmer) Elmer
- Cynometra craibii Gagnep.
- Cynometra crassifolia Benth.
- Cynometra cubensis A.Rich.
- Cynometra cuneata Tul.
- Cynometra dauphinensis Du Puy & R.Rabev.
- Cynometra dongnaiensis Pierre
- Cynometra duckei Dwyer
- Cynometra elmeri Merr.
- Cynometra engleri Harms
- Cynometra filifera Harms
- Cynometra fissicuspis (Pittier) Pittier
- Cynometra gillmanii J.Leonard
- Cynometra glomerulata Gagnep.
- Cynometra greenwayi Brenan
- Cynometra hankei Harms
- Cynometra hemitomophylla (Donn.Sm.) Britton & Rose
- Cynometra hondurensis Dwyer
- Cynometra hostmanniana Tul.
- Cynometra inaequifolia A.Gray
- Cynometra insularis A.C.Sm.
- Cynometra iripa Kostel.
- Cynometra katikii Verdc.
- Cynometra leonensis Hutch. & Dalziel
- Cynometra letestui (Pellegr.) J.Leonard
- Cynometra longicuspis Ducke
- Cynometra longifolia Huber
- Cynometra longipedicellata Harms
- Cynometra lujae De Wild.
- Cynometra lukei Beentje
- Cynometra lyallii Baker
- Cynometra madagascariensis Baill.
- Cynometra malaccensis Meeuwen
- Cynometra mannii Oliv.
- Cynometra marginata Benth.
- Cynometra marleneae A.S.Tav.
- Cynometra martiana Baill.
- Cynometra megalophylla Harms
- Cynometra michelsonii J.Leonard
- Cynometra microflora Cowan
- Cynometra minutiflora F.Muell.
- Cynometra mirabilis Meeuwen
- Cynometra novo-guineensis Merr. & L.M.Perry
- Cynometra nyangensis Pellegr.
- Cynometra oaxacana Brandegee
- Cynometra oddonii De Wild.
- Cynometra palustris J.Leonard
- Cynometra parvifolia Tul.
- Cynometra pedicellata De Wild.
- Cynometra pervilleana Baill.
- Cynometra portoricensis Krug & Urb.
- Cynometra ramiflora L. (Syn.: Cynometra bifoliolata Merr., Cynometra bijuga Span. ex Miq., Cynometra bijuga Miq., Cynometra carolinensis Kaneh., Cynometra hosinoi Kaneh., Cynometra ramiflora var. bifoliolata (Merr.) Meeuwen, Cynometra ramiflora subsp. bijuga (Miq.) Prain, Cynometra ramiflora subsp. genuina Prain, Cynometra ramiflora var. mimosoides Wall., Cynometra schumanniana Harms, Cynometra whitfordii Elmer, Cynomorium sylvestre Rumph., Maniltoa carolinensis (Kaneh.) Hosok.): Sie kommt in Indien, Indochina, Indonesien, auf den Philippinen, in Malaysia und Papua-Neuguinea vor.[6]
- Cynometra retusa Britton & Rose
- Cynometra sakalava Du Puy & R.Rabev.
- Cynometra sanagaensis Aubrev.
- Cynometra schlechteri Harms
- Cynometra schottiana Hochr.
- Cynometra sessiliflora Harms
- Cynometra simplicifolia Harms
- Cynometra sphaerocarpa Pittier
- Cynometra spruceana Benth.: Sie kommt in drei Varietäten in Kolumbien, Venezuela, Guayana, Brasilien und Peru vor.[6]
- Cynometra stenopetala Dwyer
- Cynometra suaheliensis (Taub.) Baker f.
- Cynometra travancorica Bedd.
- Cynometra trinitensis Oliv.: Ihre Heimat ist unbekannt. Sie wurde aus Kultur in Trinidad erstbeschrieben.[6]
- Cynometra ulugurensis Harms
- Cynometra vogelii Hook. f.
- Cynometra warburgii Harms
- Cynometra webberi Baker f.
- Cynometra zeylanica Kosterm.

## Nutzung
Das Holz einiger Arten (Handelsnamen: kekatong, guapinol negro, nganga, baraka, muhimbe) wird vielseitig genutzt: beispielsweise zur Herstellung von Schiffskielen, Bahnschwellen, Bodenbelägen sowie Wandverkleidungen und es wird als Bauholz sowie Feuerholz verwendet. Einige Cynometra-Arten werden als Schattenbäume verwendet und sind eine gute Bienenweide.
Die Samen und Früchte von Cynometra cauliflora werden gegessen. Cynometra sessiliflora ist eine der Baumarten die Copal-Harz liefern.